# Blau-Gelbes Band der Flensburger Förde
Das Blau-Gelbe Band der Flensburger Förde ist eine Wettfahrt im Rahmen der Flensburger Fördewoche, die seit 1968 jährlich im Herbst vom Flensburger Segel-Club (FSC) in Glücksburg veranstaltet wird.
Zwanzig Jahre nach der Stiftung des „Blauen Bandes“ der Flensburger Förde wurde 1968 angesichts der zahlreichen Meldungen das „Blau-Gelbe Band“ für die schnellste auswärtige Yacht ausgeschrieben. In den ersten Jahren gewann diesen Wanderpreis regelmäßig die Krupp-Yacht Germania VI. Das Blau-Gelbe Band ist auch heute noch eine begehrte Auszeichnung, die viele schnelle und vor allem große Yachten alljährlich im September an die Förde lockt. Das Blau-Gelbe Band wird auch gern als Gradmesser für die Schnelligkeit der Yachten in ihrer ersten Regatta-Saison genutzt.
Das Blau-Gelbe Band der Flensburger Förde und der Herausforderungspreis der Firma Robbe & Berking für das schnellste nicht an der Förde beheimatete Einrumpfboot nach gesegelter Zeit wird im Rahmen der vom Flensburger Segel-Club veranstalteten alljährlichen Fördewoche in der Regatta 7 vergeben.
| Jahr | Yacht-Name                  | Yacht-Typ       | Eigner/Steuermann           | Club                 |
| ---- | --------------------------- | --------------- | --------------------------- | -------------------- |
| 1968 | Germania VI                 | One Off         | Krupp / Hans Viktor Howaldt | NRV                  |
| 1969 | Germania VI                 | One Off         | Krupp / Wolfgang Paul       | NRV                  |
| 1970 | Germania VI                 | One Off         | Krupp / Hans Viktor Howaldt | NRV                  |
| 1971 | Germania VI                 | One Off         | Krupp / Wolfgang Paul       | NRV                  |
| 1972 | Inschallah                  | One Off         | Volker Andreae              | NRV                  |
| 1973 | Inschallah                  | One Off         | Volker Andreae              | NRV                  |
| 1974 | Rubin                       | One Off         | Hans-Otto Schümann          | HSC                  |
| 1975 | Rubin                       | One Off         | Hans-Otto Schümann          | HSC                  |
| 1976 | Pinta                       | Zweitonner      | Wilhelm Gustav Illbruck     | DYC                  |
| 1977 | Rubin                       | One Off         | Hans-Otto Schümann          | HSC                  |
| 1978 | Struntje V                  | Huisman         | G. Havemann                 | KYC                  |
| 1979 | Magic Eliza                 | Eintonner       | W. Chr. Ahrens              | KYC                  |
| 1980 | Magic Eliza                 | Eintonner       | W. Chr. Ahrens              | KYC                  |
| 1981 | Brita                       | C&C 66          | U. Kruse                    | SVB                  |
| 1982 | Brita                       | C&C 66          | H. Kruse                    | KYC                  |
| 1983 | Container                   | Zweitonner      | Udo Schütz                  | Selters (Westerwald) |
| 1984 | Uwa                         | 12mR            | J. Röhl / Gerhard Clausen   | NRV                  |
| 1985 | Uwa                         | 12mR            | J. Röhl / Gerhard Clausen   | NRV                  |
| 1986 | Uwa                         | 12mR            | J. Röhl / Gerhard Clausen   | NRV                  |
| 1987 | Peugeot                     | Maxi            |                             | KS                   |
| 1988 | Buksesnedkeren              | One Off         |                             | SB                   |
| 1989 | Mathis Delta                | One Off         |                             | Aalborg              |
| 1990 | New Yorker                  | Eintonner       | Tilmar Hansen               | KYC                  |
| 1991 | Fritzzz                     | 12mR            | J. Röhl / Gerhard Clausen   | NRV                  |
| 1992 | Becks                       | Formular One    | Peter Westphal-Langloh      | LYC                  |
| 1993 | nicht vergeben wegen Flaute |                 |                             |                      |
| 1994 | Winterthur                  | One Off         |                             | Vejle                |
| 1995 | Provezza IV                 | ILC 46          | Irhin Imre                  | Istanbul             |
| 1996 | Gotthard Watzki             | BB 13.5         | Hans Ebler                  | Vejle                |
| 1997 | Dali                        | X-612           | Dan Petersen                | PS                   |
| 1998 | Dali                        | X-612           | Dan Petersen                | PS                   |
| 1999 | Rubin                       | One Off         | Hans-Otto Schümann          | HSC                  |
| 2000 | Chrila                      | Swan 56         | Claus Bressler              | NRV                  |
| 2001 | UCA                         | One Off         | Klaus Murmann               | KYC                  |
| 2002 | Chrila                      | Swan 56         | Claus Bressler              | NRV                  |
| 2003 | HSH Nordbank                | Luffe 48        |                             |                      |
| 2004 | Chrila                      | Swan 56         | Claus Bressler              | NRV                  |
| 2005 | UCA                         | One Off         | Klaus Murmann               | KYC                  |
| 2006 | Scho-Ka-Cola                | RP 57           | Uwe Lebens                  | NRV                  |
| 2007 | Outsider                    | Elliot 52 ss    | Tilmar Hansen               | KYC                  |
| 2008 | Scho-Ka-Cola                | RP 57           | Uwe Lebens                  | NRV                  |
| 2009 | Calypso                     | Maxi Dolphin 75 | Gerhard Clausen             | NRV / KYC            |
| 2010 | Haspa Hamburg               | J/V 52          | Georg Christiansen          | NRV / FSC            |
| 2011 | Calypso                     | Maxi Dolphin 75 | Gerhard Clausen             | NRV / KYC            |
| 2012 | Calypso                     | Maxi Dolphin 75 | Gerhard Clausen             | NRV / KYC            |
| 2013 | SGM                         | Swan 60         | Team NRV                    | NRV                  |
| 2014 | Outsider                    | Elliot 52 ss    | Tilmar Hansen               | KYC                  |
| 2015 | Chrila                      | Swan 56         | Claus Bressler              | NRV                  |
| 2016 | Calypso                     | Maxi Dolphin 75 | Gerhard Clausen             | NRV / KYC            |
| 2017 | Calypso                     | Maxi Dolphin 75 | Gerhard Clausen             | NRV / KYC            |
| 2018 | Almost Nothing              | Brenta 60       | Steffen Müller              | BRV                  |
| 2019 | Almost Nothing              | Brenta 60       | Steffen Müller              | BRV                  |
| 2020 | Calypso                     | Maxi Dolphin 75 | Gerhard Clausen             | NRV / KYC            |
| 2021 | Calypso                     | Maxi Dolphin 75 | Gerhard Clausen             | NRV / KYC            |
| 2022 | X-Day                       | Fast 40+        | Lars Hückstädt              | PSV                  |
| 2023 | X-Day                       | Fast 40+        | Lars Hückstädt              | PSV                  |
| 2024 | Calypso                     | Maxi Dolphin 75 | Gerhard Clausen             | NRV / KYC            |

In der Liste verwendete Abkürzungen:
- BRV = Burger Segler Vereinigung
- DYC = Düsseldorfer Yachtclub
- FSC = Flensburger Segel-Club
- HSC = Hamburger Segel-Club
- KYC = Kieler Yacht-Club
- KS = Kerteminde Sejlklub
- LYC = Lübecker Yacht-Club
- NRV = Norddeutscher Regatta Verein
- PSV = Plöner Segler-Verein von 1908
- SVB = Seglervereinigung Brunsbüttel